# Jürgen Kuzniacki

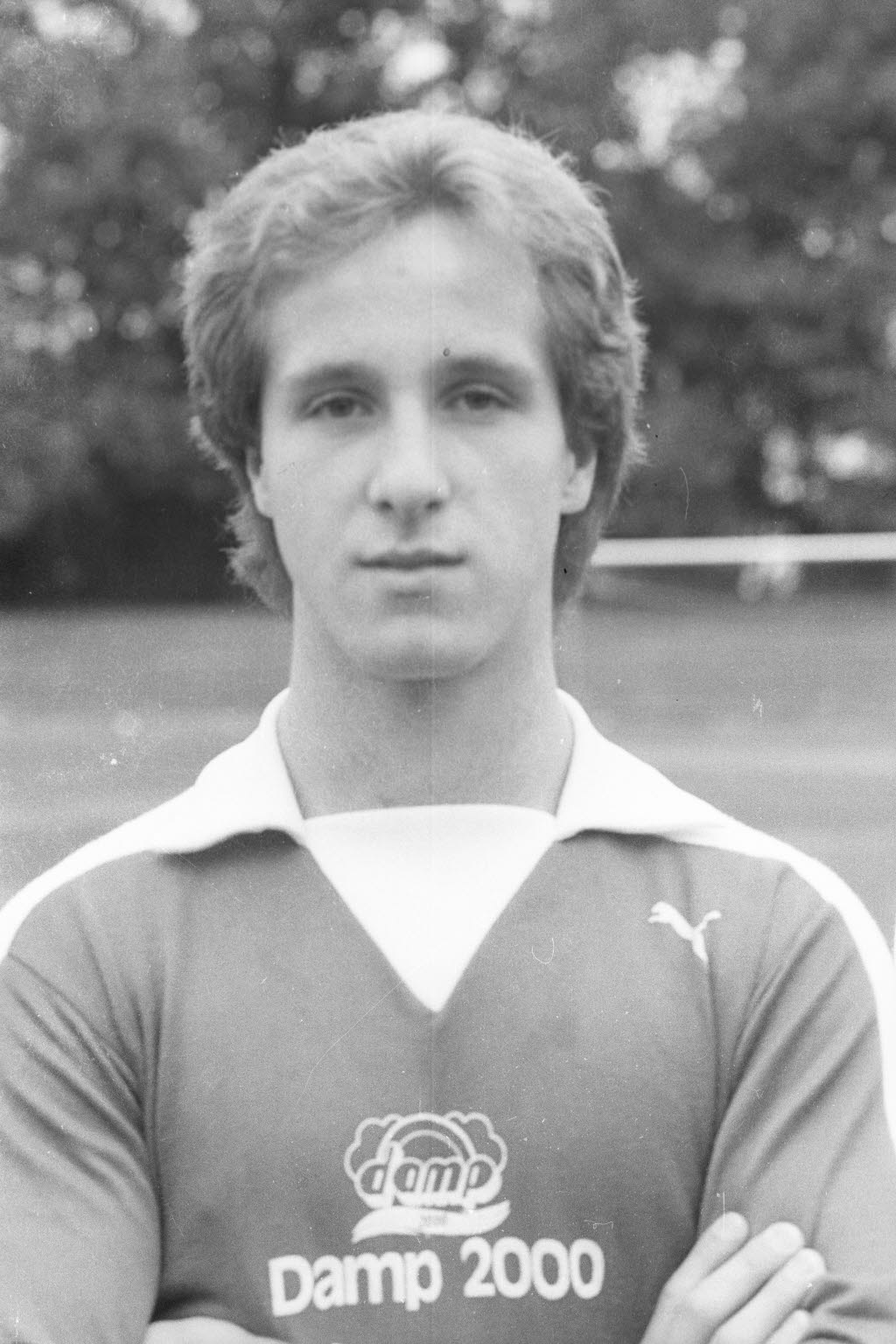
Jürgen Kuzniacki (1978)

Jürgen Kuzniacki (* 2. Dezember 1959 in Sassenberg) ist ein ehemaliger deutscher Fußballspieler und Fußballtrainer, der als Spieler in der Deutschen U16-Nationalmannschaft und in der Zweiten Bundesliga zum Einsatz kam.

## Fußballlaufbahn
Seine Spielerlaufbahn begann Jürgen Kuzniacki als Zehnjähriger beim VfL Sassenberg, wechselte zu Schalke 04 und kam als Jugendspieler der Königsblauen zehnmal zum Einsatz in der Deutschen U16-Nationalmannschaft. In der Saison 1978/79 gehörte Kuzniacki dem Zweitligakader von Holstein Kiel an, kam zu fünf Ligaeinsätzen und erreichte mit dem Verein Platz 14 in der Nordstaffel der Zweiten Fußball-Bundesliga in dieser Saison. In der Saison 1979/80 gehörte er zwar weiterhin dem Kieler Kader an, konnte aber keine Ligaspiele absolvieren, da er in Eckernförde seinen Wehrdienst ableistete. Es folgte in der Saison 1980/81 ein Wechsel zum Eckernförder SV, der in der damaligen Verbandsliga, der heutigen Fußball-Oberliga Schleswig-Holstein, kickte und erreichte mit dem Verein Platz 9 in der Saison.
Aus familiären Gründen ging es danach zurück nach Sassenberg, wo er zunächst erneut für den dortigen VfL spielte. Es folgten Stationen beim FC Kaunitz in Verl und dem FC Gütersloh, der in dieser Zeit der Fußball-Oberliga Westfalen angehörte und in der Saison 1983/84 Meister dieser Klasse wurde, aber in der anschließenden Aufstiegsrunde zur Zweiten Bundesliga scheiterte.
Als Spielertrainer fungierte Kuzniacki danach seit seinem 27. Lebensjahr beim FC Greffen in Harsewinkel sowie bei DJK Rot-Weiß Milte in Warendorf, bevor er im Alter von 38 Jahren seine aktive Laufbahn beendete und hernach nur noch als Trainer wirkte; Stationen waren: Warendorfer-SU-Jugend, Grün-Weiß Westkirchen in Ennigerloh, Warendorfer SU II. 2018 beendete Kuzniacki auch seine Trainerlaufbahn.